# 젤코 밀리노비치
젤코 밀리노비치(슬로베니아어: Željko Milinovič, 1969년 10월 12일 ~)는 슬로베니아의 전 축구 선수로, 현역 시절 두 번의 메이저 대회에 참여했었다 (UEFA 유로 2000, 2002년 FIFA 월드컵).
류블랴나에서 태어난 밀리노비치는, 지역의 NK 슬로반 (NK Slovan) 팀에서 선수 생활을 시작하였다. 1990-1991 시즌에는 NK 올림피야 (NK Olimpija) 로 이적해 세 번의 슬로베니아 1부 리그 우승과 한 번의 슬로베니아 컵 우승을 경험하였다. 후에 NK 류블랴나 (NK Ljubljana), NK 마리보르에서 뛰었으며, 마리보르에서 두 번의 슬로베니아 1부 리그 우승과 한 번의 슬로베니아 컵 우승을 경험하였다.
1998년에 오스트리아 분데스리가의 LASK 린츠로 이적해 주전 수비수로 두 시즌 간 활약했으나, 2000년에 이적한 그라처 AK에서는 주전 확보에 실패하였다. 2001년, 감독의 권유로 일본 J리그의 제프 유나이티드 이치하라 지바로 자리를 옮겼고, 4년 동안 119경기에서 11골을 넣었다. 2004년, 오스트리아 2부 리그로 강등된 LASK 린츠에 복귀했으며, 이비차 오심 감독의 지휘 아래 2부 리그 우승을 기록하면서 오스트리아 분데스리가로 승격하였다. 2007년, NK 베지그라드 (NK Bežigrad)에서 선수 생활을 마무리하였다.
슬로베니아 축구 국가대표팀에서는 38경기에 출전해 3골을 넣었으며, UEFA 유로 2000과 2002년 FIFA 월드컵에 출전한 바 있다.